# Pilea cowellii
Pilea cowellii är en nässelväxtart som beskrevs av Nathaniel Lord Britton. Pilea cowellii ingår i släktet pileor, och familjen nässelväxter. Inga underarter finns listade i Catalogue of Life.